# Yves Gandon
Yves Gandon (n. 3 iunie 1899, Blois, Centre-Val de Loire, Franța – d. 12 ianuarie 1975, Paris, Région parisienne, Franța) a fost un scriitor francez, laureat al Marelui premiu pentru roman al Academiei Franceze în anul 1948.

## Opera
- 1946 : Le Pavillon des délices regrettées (ilustrații de Sylvain Sauvage), éditions Marcel Lubineau
- 1946 : Selon Hyacinthe, éditions Universelles.
- 1948 : Ginèvre — Marele premiu pentru roman al Academiei Franceze.
- 1957 : Le Pré aux dames, éditions Robert Laffont — Marele premiu al orașului Paris.
- 1960 : Le Démon du style, éditions Plon
- 1964 : Le Pavillon des délices regrettées (ilustrații de Sylvain Sauvage, Henri Vilcoq et Cie)
- 1964 : Le Lotus naît dans la boue: Histoires exotiques (volum de nuvele), éditions Robert Laffont
- 1972 : Du Style classique, éditions Albin Michel.

## Traduceri
- Jaquette, doamna urgiilor, traducere de Lucile Holban, Editura pentru literatură universală, 1969